# Ronde van Frankrijk 2023/Eenentwintigste etappe
De eenentwintigste etappe van de Ronde van Frankrijk 2023 was een vlakke rit met een lengte van 115,1 kilometer. De etappe werd verreden op 23 juli met de start in Saint-Quentin-en-Yvelines en eindigde met de welbekende finish op de Champs Élysées in Parijs.

## Parcours
De laatste etappe begon bij het nationaal vélodrome dat gebruikt zal worden voor het baanwielrennen bij de Olympische Spelen van 2024. Na ruim 40 kilometer fietsen lag de laatste klim van deze Ronde van Frankrijk op de Côte du Pavé des Gardes van vierde categorie. Na 58,9 kilometer draaiden de wielrenners het "circuit" in Parijs op en werd na 60,6 kilometer voor het eerst de eindstreep gepasseerd. Bij de derde doorkomst vond de laatste tussensprint van de Tour de France plaats en de negende passage markeerde de finish van de laatste etappe op de Champs Élysées.

## Verloop
De Belg Jordi Meeus heeft enigszins verrassend de laatste sprintetappe van de Ronde van Frankrijk 2023 gewonnen.
Na de gebruikelijke festiviteiten op de fiets in het begin van de laatste etappe door de winnaars van de klassementen van de gele trui, groene trui, bolletjestrui, witte trui en het ploegenklassement, kwam het peloton met een relatief rustig vaartje voor de eerste maal over de eindstreep in Parijs heen.
De eerste aanval op het circuit van Parijs kwam van witte trui-drager Tadej Pogačar. De Sloveen kreeg al snel gezelschap van de Belg Nathan Van Hooydonck, een ploegmaat van Jonas Vingegaard bij Jumbo-Visma. Het duo werd een paar kilometer verderop weer ingerekend. De Portugees Nelson Oliveira, de Australiër Simon Clarke en de Belg Frederik Frison waagden daarna gezamenlijk een poging, maar ook deze ontsnapping had geen succes. 
Bij het ingaan van de laatste bochten was het peloton weer bijeen. Mathieu van der Poel trok de sprint aan voor Jasper Philipsen die in 2022 de laatste etappe won en dit graag wilde herhalen. Er ontstond een spannende sprint tussen vier renners vlak bij de eindstreep. Dylan Groenewegen, in 2017 de winnaar op de Champs-Élysées, was goed op weg, hield de Deen Mads Pedersen achter zich maar werd op de streep wel voorbij gestreefd door Jordi Meeus en Jasper Philipsen, die net naast een vijfde etappezege in de Tour de France van 2023 greep. Cees Bol werd vlak achter deze vier sprinters vijfde voor de Eritreeër Biniam Girmay en de Franse sprinter Bryan Coquard.

## Uitslag etappe
| Saint-Quentin-en-Yvelines – Parijs (Champs Élysées) (115,1 km) |                   |                          |          |
| Plaats                                                         | Naam              | Ploeg                    | Tijd     |
| 1                                                              | Jordi Meeus       | BORA-hansgrohe           | 2u56'13" |
| 2                                                              | Jasper Philipsen  | Alpecin-Deceuninck       | z.t.     |
| 3                                                              | Dylan Groenewegen | Team Jayco AlUla         | z.t.     |
| 4                                                              | Mads Pedersen     | Lidl-Trek                | z.t.     |
| 5                                                              | Cees Bol          | Astana Qazaqstan         | z.t.     |
| 6                                                              | Biniam Girmay     | Intermarché-Circus-Wanty | z.t.     |
| 7                                                              | Bryan Coquard     | Cofidis                  | z.t.     |
| 8                                                              | Søren Wærenskjold | Uno-X Pro Cycling Team   | z.t.     |
| 9                                                              | Corbin Strong     | Israel-Premier Tech      | z.t.     |
| 10                                                             | Luca Mozzato      | Arkéa-Samsic             | z.t.     |

## Klassementen

### Algemeen klassement
| Algemeen klassement (gele trui) |                  |                    |            |
| Plaats                          | Naam             | Ploeg              | Tijd       |
| Gele trui                       | Jonas Vingegaard | Team Jumbo-Visma   | 82u05'42"  |
| 2                               | Tadej Pogačar    | UAE Team Emirates  | + 7'29"    |
| 3                               | Adam Yates       | UAE Team Emirates  | + 10'56"   |
| 4                               | Simon Yates      | Team Jayco AlUla   | + 12'23"   |
| 5                               | Carlos Rodríguez | INEOS Grenadiers   | + 13'17"   |
| 6                               | Pello Bilbao     | Bahrain-Victorious | + 13'27"   |
| 7                               | Jai Hindley      | BORA-hansgrohe     | + 14'44"   |
| 8                               | Felix Gall       | AG2R-Citroën       | + 16'09"   |
| 9                               | David Gaudu      | Groupama-FDJ       | + 23'08"   |
| 10                              | Guillaume Martin | Cofidis            | + 26'30"   |
|                                 |                  |                    |            |
| 18                              | Wilco Kelderman  | Team Jumbo-Visma   | + 1u06'46" |
| 24                              | Tiesj Benoot     | Team Jumbo-Visma   | + 1u46'55" |

### Puntenklassement
Deze etappe waren er alleen punten te verdienen bij de tussensprint, op de finish in Parijs werden er geen punten uitgereikt volgens artikel 20.b uit het reglement.
| Puntenklassement (groene trui) |                   |                    |        |
| Plaats                         | Naam              | Ploeg              | Punten |
| Groene trui                    | Jasper Philipsen  | Alpecin-Deceuninck | 377    |
| 2                              | Mads Pedersen     | Lidl-Trek          | 258    |
| 3                              | Bryan Coquard     | Cofidis            | 203    |
| 4                              | Tadej Pogačar     | UAE Team Emirates  | 186    |
| 5                              | Jonas Vingegaard  | Team Jumbo-Visma   | 128    |
| 6                              | Kasper Asgreen    | Soudal Quick-Step  | 125    |
| 7                              | Jordi Meeus       | BORA-hansgrohe     | 123    |
| 8                              | Matej Mohorič     | Bahrain-Victorious | 106    |
| 9                              | Pello Bilbao      | Bahrain-Victorious | 103    |
| 10                             | Simon Yates       | Team Jayco AlUla   | 95     |
|                                |                   |                    |        |
| 11                             | Dylan Groenewegen | Team Jayco AlUla   | 95     |

### Bergklassement
| Bergklassement (bolletjestrui) |                            |                        |        |
| Plaats                         | Naam                       | Ploeg                  | Punten |
| Bolletjestrui                  | Giulio Ciccone             | Lidl-Trek              | 106    |
| 2                              | Felix Gall                 | AG2R-Citroën           | 92     |
| 3                              | Jonas Vingegaard           | Team Jumbo-Visma       | 89     |
| 4                              | Neilson Powless            | EF Education-EasyPost  | 58     |
| 5                              | Tadej Pogačar              | UAE Team Emirates      | 55     |
| 6                              | Simon Yates                | Team Jayco AlUla       | 44     |
| 7                              | Tobias Halland Johannessen | Uno-X Pro Cycling Team | 38     |
| 8                              | Jai Hindley                | BORA-hansgrohe         | 31     |
| 9                              | Michał Kwiatkowski         | INEOS Grenadiers       | 30     |
| 10                             | Mattias Skjelmose Jensen   | Lidl-Trek              | 29     |
|                                |                            |                        |        |
| 14                             | Wout Poels                 | Alpecin-Deceuninck     | 20     |
| 20                             | Maxim Van Gils             | Lotto-Dstny            | 16     |

### Jongerenklassement
| Jongerenklassement (witte trui) |                            |                        |            |
| Plaats                          | Naam                       | Ploeg                  | Tijd       |
| Witte trui                      | Tadej Pogačar              | UAE Team Emirates      | 82u13'11"  |
| 2                               | Carlos Rodríguez           | INEOS Grenadiers       | + 5'28"    |
| 3                               | Felix Gall                 | AG2R-Citroën           | + 8'40"    |
| 4                               | Tom Pidcock                | INEOS Grenadiers       | + 40'23"   |
| 5                               | Mattias Skjelmose Jensen   | Lidl-Trek              | + 2u07'58" |
| 6                               | Tobias Halland Johannessen | Uno-X Pro Cycling Team | + 2u08'04" |
| 7                               | Mathieu Burgaudeau         | Team TotalEnergies     | + 2u13'44" |
| 8                               | Clément Champoussin        | Arkéa-Samsic           | + 2u50'38" |
| 9                               | Matthew Dinham             | Team DSM-Firmenich     | + 3u06'03" |
| 10                              | Maxim Van Gils             | Lotto-Dstny            | + 3u10'20" |
|                                 |                            |                        |            |
| 13                              | Lars van den Berg          | Groupama-FDJ           | + 3u38'34" |

### Ploegenklassement
| Ploegenklassement |                    |            |
| Plaats            | Ploeg              | Tijd       |
|                   | Team Jumbo-Visma   | 247u26'17" |
| 2                 | UAE Emirates       | + 7'13"    |
| 3                 | INEOS Grenadiers   | + 22'01"   |
| 4                 | Bahrain-Victorious | + 26'36"   |
| 5                 | Groupama-FDJ       | + 50'44"   |

1e etappe ·
2e etappe ·
3e etappe ·
4e etappe ·
5e etappe ·
6e etappe ·
7e etappe ·
8e etappe ·
9e etappe ·
10e etappe ·
11e etappe ·
12e etappe ·
13e etappe ·
14e etappe ·
15e etappe ·
16e etappe ·
17e etappe ·
18e etappe ·
19e etappe ·
20e etappe ·
21e etappe
Startlijst · Eindstanden · Afbeeldingen